# Ataques de joelho de luta profissional
Knee Strike é o nome em inglês dado a ataques diretos com o joelho. A ideia de usar os joelhos como arma ofensiva no wrestling surgiu no wrestling britânico, e tornou-se bastante popular com os wrestlers de lá. O termo Knee Strike por si só se refere ao ato de aplicar joelhadas em um oponente, geralmente em sua cabeça.

## Tipos de Knee Strikes

### Busaiku Knee Kick
O wrestler corre em direção ao oponente e salta, estendendo seus dois joelhos ou apenas um para que bata(m) no rosto ou peito do oponente. O movimento é como um Dropkick, porém com os joelhos.
- Exemplos de Usuários: KENTA, Daniel Bryan, Ted DiBiase, Jr.

### Go To Sleep
Criado por KENTA, abreviado de G.T.S. ou chamado também de Go 2 Sleep, neste movimento, o atacante coloca o wrestler em um Fireman's Carry, ou seja, coloca-o em seus ombros olhando para baixo, segurando em uma perna com um braço e na cabeça com o outro. Desta posição, o wrestler empurra o oponente para frente e leva um de seus joelhos no rosto do oponente.
- Exemplos de Usuários: KENTA, CM Punk

### High Knee
Também chamado de Knee Trembler, Jumping High Knee ou Jumping Knee Strike, se refere ao movimento em que o wrestler corre em direção ao oponente e salta levantando seu joelho para que este bata no rosto/lado da cabeça do oponente.
- Exemplos de Usuários: Harley Race, Triple H

### Knee Drop
O atacante salta e deixa seu joelho cair em um oponente caído, geralmente em sua cabeça. Quando o wrestler deixa seus dois joelhos cairem em um oponente, o movimento se chama Double Knee Drop.
- Exemplos de Usuários: Vários

#### Backflip Double Knee Drop
O wrestler está em pé e de costas para um oponente caído. O wrestler então executa um mortal para trás e cai com seus dois joelhos em cima da caixa torácica do oponente.
- Exemplos de usuários: Tiger Mask IV

#### Jumping knee drop
Nessa versão, o lutador executa um salto antes de flexionar seu joelho e cair sobre a região do corpo do adversário para que o movimento tenha mais precisão.

### Knee Lift
É um movimento em que o atacante usa o seu joelho para golpear o oponente em baixo de seu queixo, geralmente feito quando o oponente está inclinado para frente. O movimento é muitas vezes feito com o atacante correndo em direção ao oponente, por isso a variação Running Knee Lift é muito comum.
- Exemplos de Usuários: Jack Swagger, Mick Foley (Knee Lift para um oponente sentado no corner)

#### Double Knee Lift
Esta variação do Knee Lift envolve o atacante puxar a cabeça do oponente para baixo e saltar, dobrando seus dois joelhos para fazê-los bater no queixo do oponente.
- Exemplos de Usuários: William Regal, Dave Taylor, Daniel Bryan

### Shining Wizard
É um ataque executado por um wrestler que corre em direção de um wrestler que está apoiado em um joelho. O wrestler põe uma perna no joelho levantado do oponente para se apoiar e com a outra, leva seu joelho na face do oponente. O movimento pode ser executado de maneiras diferentes, porém qualquer movimento em que o wrestler se apoia na perna do oponente e leva seu joelho à sua face é chamado de Shining Wizard.Evan Bourne realiza esse ataque do córrner
- Exemplos de Usuários: The Great Muta, CM Punk, AJ Lee